# Ferenc Kocsis
Ferenc Kocsis, född den 8 juli 1953 i Budapest, Ungern, är en ungersk brottare som tog OS-guld i welterviktsbrottning i den grekisk-romerska klassen 1980 i Moskva. 